# Буран (Лот и Гарона)
Буран (фр. Bourran) насеље је и општина у југозападној Француској у региону Аквитанија, у департману Лот и Гарона која припада префектури Ажан.
По подацима из 2011. године у општини је живело 584 становника, а густина насељености је износила 32,16 становника/km². Општина се простире на површини од 18,16 km². Налази се на средњој надморској висини од 32 метара (максималној 145 m, а минималној 27 m).

## Демографија
| 1962. | 1968. | 1975. | 1982. | 1990. | 1999. | 2006.                         |
| ----- | ----- | ----- | ----- | ----- | ----- | ----------------------------- |
| 645   | 661   | 605   | 608   | 613   | 578   | 613 sansdoublescomptes= 1.962 |

График промене броја становника у току последњих година